# 김삿갓문학상
김삿갓문학상은 조선시대 천재시인 시선 김삿갓(난고 김병연)의 시대정신 및 해학과 풍자의 문학세계를 계승하고 문학적 가치를 재조명하고자 문학적 업적과 시 정신을 기리기 위해 영월문화재단이 2001년에 제정한 문학상이다. 김삿갓문화제에서 시상한다. 영월에 거주하고 있는 문인들의 창작의욕 고취와 문예활동 활성화를 위해 2016년에 우수상을 신설했다.

## 역대 수상 작품
- 2001년 1회 문효치, 오세영, 이승훈, 이재무, 이동순 <삿갓에 맺힌 이슬>
- 2002년 2회 이재무(화남 출판 기획위원,45)[1]
  - 신인상 박송하(41)·고인숙(65)
- 2007년 3회 이승훈 14번째 시집[2]
- 2008년 4회 오세영(66) <임을 부른는 물소리 그 물소리>[3]
- 2009년 5회 문효치 <계백의 칼>[4]
- 2010년 6회 오탁번 <우리동네>[5]
- 2011년 7회 정진규 <사물들의 큰언니>[6]
- 2012년 8회 송수권[7]
- 2013년 9회 강희근 <그러니까>[8]
- 2014년 10회 홍신선 <삶의 옹이>
- 2015년 11회 신달자 <살 흐르다>[9]
- 2016년 12회 유안진 <숙맥노트>[10]
  - 우수상 엄순영 <동강에 살으리랏다>[11]
- 2017년 13회 나태주 <틀렸다>[12]